# Micro Audio Waves (álbum)
Micro Audio Waves é o álbum de estreia da banda portuguesa Micro Audio Waves. É considerado o álbum mais experimentalista e minimalista da banda.

## Faixas
1. slow emotion
2. sun setup
3. screen killer
4. lounge me
5. midi mouse
6. 2 windows over the wings
7. 6:15 p.m.

## Créditos
Os Micro Audio Waves são Flak e Carlos Morgado.